# Lijst van onderscheidingen van de 1. SS-Panzer-Division Leibstandarte Adolf Hitler
Dit is een lijst van onderscheidingen van de 1. SS-Panzer-Division Leibstandarte-SS Adolf Hitler.

## Dragers van de Gesp voor Frontdienst

### In goud
- Gerhard Bauer, SS-Unterscharführer, SS Panzergrenadier-Regiment 2[1]
- Otto Dinse, SS-Hauptsturmführer, SS Panzergrenadier-Regiment 2[2]
- Siegfried Friedhoff, SS-Oberscharführer, SS Panzergrenadier-Regiment 2[3]
- Wilhelm Gilbert, SS-Unterscharführer, SS Panzer-Aufklärungs-Abteilung 1[4]
- Max Hansen, SS-Obersturmbannführer, SS Panzergrenadier-Regiment 1[5]
- Gustaf Hinz, SS-Hauptscharführer, SS Panzergrenadier-Regiment 1[6]
- Werner Kindler, SS-Unterscharführer, SS Panzergrenadier-Regiment 2[7]
- Gustav Knittel, SS-Sturmbannführer, SS Panzer-Aufklärungs-Abteilugn 1[8]
- Rudi Knobloch, SS-Hauptscharführer, SS Panzergrenadier-Regiment 2[9]
- Georg Preuss, SS-Hauptsturmführer, SS Panzergrenadier-Regiment 2[10]
- Herbert Rink, SS-Obersturmführer, SS Panzergrenadier-Regiment 1[11]
- Willi Rogmann, SS-Unterscharführer, SS Panzergrenadier-Regiment 2[12]
- Traugott Schmidt, SS-Unterscharführer, SS Panzergrenadier-Regiment 1[13]
- Franz Sievers, SS-Obersturmführer, SS Panzer-Pionier-Batallion 1[14]
- Horst Steinhoff, SS-Untersturmführer, SS Panzergrenadier-Regiment 2[15]
- Willi Zander, SS-Unterscharführer, SS Panzer-Aufklärungs-Abteilung 1[16]

## Dragers van het Aanbevelingscertificaat van de Opperbevelhebber van het Duitse Leger voor het neerschieten van vliegtuigen
- Schömer, SS-Sturmman

## Dragers van het Duits Kruis

### In goud
- Hans Astegher, SS-Obersturmführer, SS Panzer-Regiment 1[17]
- Ullrich Behrns, SS-Unterscharführer, SS Panzer-Regiment 1[17]
- Friedrich Bremer, SS-Hauptsturmführer, SS Panzergrenadier-Regiment 2[17]
- Bruno Bröcker, SS-Obersturmführer, SS Sturmgeschutz-Abteilung 1
- Friedrich Bügelsack, SS-Oberscharführer, SS Aufklärungs-Abteilung 1[18]
- Ulrich von Christen, SS-Obersturmführer, SS Panzergrenadier-Regiment 1[18]
- Konrad Denecke, SS-Obersturmführer, SS Panzergrenadier-Regiment 1[18]
- Josef Diefenthal, SS-Hauptsturmführer, SS Panzergrenadier-Regiment 2
- Ferdinand Fellhauer, SS-Hauptscharführer, SS Pionier-Batallion 1[18]
- Albert Frey, SS-Hauptsturmführer, SS Panzergrenadier-Regiment 1[18]
- Siegfried Friedhoff, SS-Oberscharführer, SS Panzergrenadier-Regiment 2[18]
- Ernst Gaschnitz, SS-Obersturmführer, SS Sturmgeschutz-Abteilung 1[18]
- Herbert Gaulitz, SS-Oberscharführer, SS Panzergrenadier-Regiment 1[18]
- Theo Gernt, SS-Oberscharführer, SS Panzer-Aufklärungs-Abteilung 1[18]
- Franz Glaser, SS-Hauptsturmführer, SS Panzergrenadier-Regiment 1[18]
- Erich Grätz, SS-Hauptsturmführer, SS Panzergrenadier-Regiment 1[18]
- Karl Grewe, SS-Hauptscharführer, SS Panzergrenadier-Regiment 2[18]
- Martin Groß, SS-Sturmbannführer, SS Panzer-Regiment 1[18]
- Paul Guhl, SS-Hauptsturmführer, SS Panzergrenadier-Regiment 2[18]
- Christian Hansen, SS-Obersturmbannführer, SS Pionier-Batallion 1[18]
- Max Hansen, SS-Hauptsturmführer[19]
- Frank Hasse, SS-Obersturmführer, SS Panzergrenadier-Regiment 1[18]
- Heinrich Heimann, SS-Hauptsturmführer, SS Sturmgeschutz-Abteilung 1[20]
- Engelhardt Hellmuth, SS-Hauptscharführer, SS Panzergrenadier-Regiment 1[20]
- Johannes Herfert, SS-Oberscharführer, SS Panzergrenadier-Regiment 1[20]
- Gerhard Herfurth, SS-Obersturmführer, SS Panzergrenadier-Regiment 1[20]
- Konrad Heubeck, SS-Hauptscharführer, SS Panzer-Regiment 1[20]
- Wilhelm Hillmer, SS-Unterscharführer, SS Panzergrenadier-Regiment 2[20]
- Gustav Hinz, SS-Hauptscharführer, SS Panzergrenadier-Regiment 1
- Otto Holst, SS-Obersturmführer, SS Sturmgeschutz-Abteilung 1[20]
- Heinz Jenke, SS-Untersturmführer, SS Panzergrenadier-Regiment 2[20]
- Theodor Jensen, SS-Oberscharführer, SS Panzer-Regiment 1
- Arnold Jürgensen, SS-Hauptsturmführer, SS Panzer-Regiment 1[20]
- Max Junge, SS-Hauptsturmführer, SS Panzergrenadier-Regiment 2[20]
- Georg Karck, SS-Hauptsturmführer, SS Panzergrenadier-Regiment 2[20]
- Wilhelm Keilhaus, SS-Obersturmbannführer[20]
- Werner Kindler, SS-Oberscharführer, SS Panzergrenadier-Regiment 2
- Alfons Klein, SS-Hauptscharführer, SS Panzergrenadier-Regiment 1[20]
- Heinrich Kling, SS-Hauptsturmführer, SS Panzer-Regiment 1[20]
- Gustav Knittel, SS-Sturmbannführer, SS Panzer-Aufklärungs-Abteilung 1[20]
- Hugo Kraas, SS-Hauptsturmführer, SS Aufklärungs-Abteilung 1[20]
- Leopold Krocza, SS-Hauptsturmführer[20]
- Herbert Kuhlmann, SS-Sturmbannführer, SS Panzer-Regiment 1[20]
- Rudolf Lehmann, SS-Sturmbannführer[20]
- Hans Leidreiter, SS-Obersturmführer, SS Panzer-Aufklärungs-Abteilung 1[20]
- Heinz Linden, SS-Hauptsturmführer, Stab der Division[20]
- Kurt Lindenhahn, SS-Hauptscharführer, SS Aufklärungs-Abteilung 1[20]
- Fritz Lotter, SS-Obersturmführer, SS Panzergrenadier-Regiment 1[20]
- Walter Malchow, SS-Obersturmführer, SS Panzergrenadier-Regiment 1[21]
- Hans Malkomes, SS-Obersturmführer, SS Panzer-Regiment 1[21]
- Heinz Meier, SS-Hauptsturmführer, SS Panzergrenadier-Regiment 1[21]
- Gustav Mertsch, SS-Obersturmbannführer, SS Artillerie-Regiment 1[21]
- Hubert Meyer, SS-Hauptsturmführer, SS Panzergrenadier-Regiment 1[21]
- Kurt Meyer, SS-Sturmbannführer, SS Aufklärungs-Abteilung 1[21]
- Rudolf Möbius, SS-Hauptsturmführer, SS Flak-Abteilung 1[21]
- Wilhelm Mohnke, SS-Sturmbannführer
- Josef Niwek, SS-Hauptscharführer, SS Panzergrenadier-Regiment 1[21]
- Erich Olboeter, SS-Hauptsturmführer, SS Aufklärungs-Abteilung 1[21]
- Ernst Otto, SS-Obersturmführer, SS Panzer-Regiment 1[21]
- Joachim Peiper, SS-Sturmbannführer, SS Panzergrenadier-Regiment 2[21]
- Ferdinand Peterleitner, SS-Oberscharführer, SS Sturmgeschutz-Abteilung 1[21]
- Benno Plehm, SS-Unterscharführer, SS Panzergrenadier-Regiment 1[21]
- Georg Preuss, SS-Hauptsturmführer, SS Panzergrenadier-Regiment 2[22][21]
- Karl-Heinz Prinz, SS-Hauptsturmführer, SS Panzer-Jäger-Abteilung 1[21]
- Hans Pullich, SS-Hauptscharführer, SS Sturmgeschutz-Abteilung 1[21]
- Gustav Reber, SS-Unterscharführer, SS Panzergrenadier-Regiment 2[21]
- Karl Rettlinger, SS-Hauptsturmführer, SS Sturmgeschutz-Abteilung 1[21]
- Fritz Reuss, SS-Obersturmführer, SS Panzer-Aufklärungs-Abteilung 1[21]
- Herbert Rink, SS-Obersturmführer, SS Panzergrenadier-Regiment 1[21]
- Hans Röhwer, SS-Hauptsturmführer, SS Panzergrenadier-Regiment 2[21]
- Wilhelm Rogmann, SS-Oberscharführer, SS Panzergrenadier-Regiment 2
- Rudolf Sandig, SS-Hauptsturmführer[21]
- Hans Scappini, SS-Hauptsturmführer, SS Panzergrenadier-Regiment 2[21]
- Otto Schaelte, SS-Oberscharführer, SS Sturmgeschutz-Abteilung 1[21]
- Richard Scheler, SS-Hauptsturmführer, SS Panzer-Pionier-Batallion 1[23]
- Hans-Joachim Schiller, SS-Obersturmbannführer, SS Panzergrenadier-Regiment 1[23]
- Georg Schönberger, SS-Sturmbannführer, SS Sturmgeschutz-Abteilung 1[23]
- Richard Schulze-Kossens, SS-Hauptsturmführer[23]
- Ernst Sieb, SS-Unterscharführer, SS Flak-Abteilung 1[23]
- Kurt Sieber, SS-Oberscharführer, SS Panzergrenadier-Regiment 1[23]
- Hans Sieronski, SS-Rottenführer, SS Aufklärungs-Abteilung 1[23]
- Hans Siptrott, SS-Oberscharführer, SS Panzer-Regiment 1[23]
- Ernst Spelsberg, SS-Hauptscharführer, SS Panzergrenadier-Regiment 1[23]
- Walter Staudinger, SS-Standartenführer, SS Artillerie-Regiment 1[23]
- Franz Steineck, SS-Obersturmbannführer, SS Panzer-Artillerie-Regiment 1[23]
- Gerhard Steinert, SS-Obersturmführer, SS Pionier-Batallion 1
- Horst Steinhoff, SS-Untersturmführer, SS Panzergrenadier-Regiment 2
- Hans Stübing, SS-Obersturmführer, SS Panzer-Regiment 1[23]
- Ralf Tiemann, SS-Hauptsturmführer, SS Panzer-Regiment 1[23]
- Johann Wachter, SS-Untersturmführer, SS Panzer-Jäger-Abteilung 1[23]
- Hans Waldmüller, SS-Hauptsturmführer, SS Panzergrenadier-Regiment 1[23]
- Emil Wawrzinek, SS-Obersturmführer, SS Aufklärungs-Abteilung 1[23]
- Wilhelm Weidenhaupt, SS-Sturmbannführer, SS Panzergrenadier-Regiment 1[23]
- Emil Wiesemann, SS-Hauptsturmführer, SS Sturmgeschutz-Abteilung 1[23]
- Erich Windisch, SS-Oberscharführer, SS Aufklärungs-Abteilung 1[23]
- Theodor Wisch, SS-Standartenführer, SS Panzergenadier-Regiment 2[23]
- Fritz Witt, SS-Obersturmbannführer, Stab der Division[23]
- Josef Wölfl, SS-Unterscharführer, SS Panzer-Pionier-Batallion 1[24]
- Günther Wöst, SS-Hauptsturmführer, SS Panzer-Jäger-Abteilung 1[24]
- Max Wünsche, SS-Sturmbannführer, SS Panzer-Regiment 1[24]
- Günther Zaag, SS-Untersturmführer, SS Panzergrenadier-Regiment 1[24]

### In zilver
- Wilhelm Eggers, SS-Obersturmführer, SS Sturmgeschutz-Abteilung 1[25]
- Georg-Günther Stoltz, SS-Obersturmbannführer, Ib 1. SS-Pz.Div. LSSAH[26]

## Dragers van het Erebladgesp
- Sepp Armberger, SS-Obersturmführer, SS Panzergrenadier-Regiment 1[27]
- Arthur Ehlert, SS-Unterscharführer, SS Sturmgeschutz-Abteilung 1[28]
- Hermann Hasewinkel, SS-Hauptsturmführer, SS Panzergrenadier-Regiment 1[29]
- Walter Hüttner, SS-Obersturmführer, SS Panzergrenadier-Regiment 1[30]
- Werner Jahnke, SS-Oberscharführer, SS Panzergrenadier-Regiment 2[31]
- Klaus Köster, SS-Oberscharführer, SS Panzergrenadier-Regiment 1[32]
- Ludwig Leithe, SS-Oberscharführer, SS Panzergrenadier-Regiment 2[33]
- Fritz Maag, SS-Untersturmführer, SS Panzergrenadier-Regiment 1[34]
- Werner Pötschke, SS-Sturmbannführer, SS Panzergrenadier-Regiment 1[35]
- Rudi Renger, SS-Oberscharführer, SS Panzergrenadier-Regiment 1[36]
- Franz Sievers, SS-Obersturmführer, SS Panzer-Pionier-Batallion 1[37]
- Erich Strelow, SS-Oberscharführer, SS Panzer-Regiment 1[38]
- Karl Übler, SS-Unterscharführer, SS Panzergrenadier-Regiment 1[39]
- Wilhelm-Werner Wolff, SS-Obersturmführer, SS Panzer-Regiment 1[40]

## Dragers van het Ridderkruis van het IJzeren Kruis
- Josef Armberger, SS-Obersturmführer, SS Panzer-Regiment 1[41][42]
- Wilhelm Beck, SS-Obersturmführer, SS Panzer-Regiment 1[43]
- Hans Becker, SS-Hauptsturmführer, SS Panzergenadier-Regiment 1[44][45]
- Gerhard Bremer, SS-Obersturmführer, SS Aufklärungs-Abteilung 1[46][47]
- Hermann Dahlke, SS-Oberscharführer, SS Panzergrenadier-Regiment 1[48][49]
- Hans Dauser, SS-Oberscharführer, SS Panzer-Regiment 1[50][51]
- Josef Diefenthal, SS-Hauptsturmführer, SS Panzergrenadier-Regiment 2[52][53]
- Josef Dietrich, SS-Obergruppenführer und General der Waffen-SS, Kommandeur, Infanterie Regiment (motorisiert) "Leibstandarte SS Adolf Hitler"[54][55][56]
- Erich Göstl, SS-Panzergrenadier, SS Panzergrenadier-Regiment 1[57][58]
- Erich Grätz, SS-Hauptsturmführer, SS Panzergrenadier-Regiment 1[59][60]
- Gerhard Grebarsche, SS-Hauptscharführer, SS Panzergrenadier-Regiment 2[61][62]
- Martin Groß, SS-Sturmbannführer, SS Panzer-Regiment 1[63][64]
- Paul Guhl, SS-Hauptsturmführer, SS Panzergrenadier-Regiment 2[50][65]
- Alfred Günther, SS-Oberscharführer, SS Sturmgeschutz-Abteilung 1[66][65]
- Frank Hasse, SS-Obersturmführer, SS Panzergrenadier-Regiment 1[67][68]
- Heinrich Heimann, SS-Hauptsturmführer, SS Sturmgeschutz-Abteilung 1[61][69]
- Fritz Henke, SS-Oberscharführer, SS Sturmgeschutz-Abteilung 1[70][71]
- Konrad Heubeck, SS-Untersturmführer, SS Panzer-Regiment 1[72][73]
- Georg Karck, SS-Obersturmführer, SS Panzergrenadier-Regiment 2[74][75]
- Herbert Kuhlmann, SS-Sturmbannführer, SS Panzer-Regiment 1[76][77]
- Heinrich Kling, SS-Hauptsturmführer, SS Panzer-Regiment 1[78][79]
- Gustav Knittel, SS-Sturmbannführer, SS Aufklärungs-Abteilung 1[80][81]
- Rudolf Lehmann, SS-Obersturmbannführer, Stab der Division[76][82]
- Hans Malkomes, SS-Obersturmführer, SS Panzer-Regiment 1[83][84]
- Heinz Nowotnik, SS-Untersturmführer, SS Panzergrenadier-Regiment 1[85][86]
- Gerhard Pleiß, SS-Obersturmführer, 1. Kompanie[87][88]
- Georg Preuß, SS-Obersturmführer, SS Panzergrenadier-Regiment 2[89][90]
- Hans Reimling, SS-Oberscharführer, SS Panzer-Regiment 1[91][92]
- Karl Rettlinger, SS-Hauptsturmführer, SS Sturmgeschutz-Abteilung 1[93][94]
- Rudolf von Ribbentrop, SS-Obersturmführer, SS Panzer-Regiment 1[95][96]
- Kurt Sametreiter, SS-Oberscharführer, SS Panzer-Jäger-Abteilung 1[97][98]
- Rudolf Sandig, SS-Sturmbannführer, SS Panzergrenadier-Regiment 2[99][100]
- Alfred Schneidereit, SS-Rottenführer, SS Panzergrenadier-Regiment 1[101][102]
- Georg Schönberger, SS-Obersturmbannführer, SS Panzer-Regiment 1[103][104]
- Bernhard Siebken, SS-Obersturmbannfüher, SS Panzergrenadier-Regiment 2[105][106]
- Heinrich Springer, SS-Hauptsturmführer, 1. Kompanie[107][108]
- Franz Staudegger, SS-Unterscharführer, SS Panzer-Regiment 1[109][110]
- Hermann Weiser, SS-Obersturmführer, SS Aufklärungs-Abteilung 1[111][112]
- Helmut Wendorff, SS-Untersturmführer, SS Panzer-Regiment 1[113][114]
- Emil Wiesemann, SS-Hauptsturmführer, SS Sturmgeschutz-Abteilung 1[115][116]
- Werner Wolff, SS-Untersturmführer, SS Panzergrenadier-Regiment 2[117][118]
- Balthasar Woll, SS-Rottenführer, SS Panzer-Regiment 1[113][119]
- Max Wünsche, SS-Sturmbannführer, SS Panzer-Regiment 1[120][121]

### Met Eikenloof
- Albert Frey, SS-Obersturmbannführer, SS Panzergrenadier-Regiment 1[122][123]
- Max Hansen, SS-Standartenführer, SS Panzergrenadier-Regiment 1[124][125]
- Hugo Kraas, SS-Obersturmbannführer, SS Panzergrenadier-Regiment 2[126][127]
- Kurt Meyer, SS-Obersturmbannführer, SS Aufklärungs-Abteilung 1[128][129]
- Joachim Peiper, SS-Obersturmbannführer, Kommandeur, SS-Panzer-Regiment 1[130][131]
- Werner Pötschke, SS-Sturmbannführer, SS Panzer-Regiment 1[80][132]
- Fritz Witt, SS-Standartenführer, SS Panzergenadier-Regiment 1[133][134]
- Michael Wittmann, SS-Untersturmführer, SS Panzergenadier-Regiment 1[135][136]
- Josef Dietrich, SS-Obergruppenführer und General der Waffen-SS, Kommandeur, SS-Division "Leibstandarte SS Adolf Hitler" (mot.)[54][55][56]

### Met Eikenloof en Zwaarden
- Josef Dietrich, SS-Obergruppenführer und General der Waffen-SS, Kommandeur, 1. SS-Panzer-Division "Leibstandarte-SS Adolf Hitler"[54][55][56]
- Joachim Peiper, SS-Obersturmbannführer, SS Panzer-Regiment 1, Kommandeur, SS-Panzer-Regiment 1[130][131]
- Theodor Wisch, SS-Brigadeführer und Generalmajor der Waffen-SS, Kommandeur, 1. SS-Panzer-Division "Leibstandarte-SS Adolf Hitler"[137][138]